# Sewellia
Sewellia là một chi cá trong họ cá tỳ bà Gastromyzontidae.

## Các loài
Chi này gồm các loài sau đây:
- Sewellia albisuera Freyhof, 2003
- Sewellia analis H. D. Nguyễn & V. H. Nguyễn, 2005
- Sewellia breviventralis Freyhof & Serov, 2000
- Sewellia diardi T. R. Roberts, 1998
- Sewellia elongata T. R. Roberts, 1998
- Sewellia lineolata (Valenciennes, 1846)
- Sewellia marmorata Serov, 1996
- Sewellia media H. D. Nguyễn & V. H. Nguyễn, 2005
- Sewellia monolobata (V. H. Nguyễn & H. D. Nguyễn, 2005)
- Sewellia patella Freyhof & Serov, 2000
- Sewellia pterolineata T. R. Roberts, 1998
- Sewellia speciosa T. R. Roberts, 1998
- Sewellia trakhucensis H. D. Nguyễn & V. H. Nguyễn, 2005

## Cá cảnh
Cá tỳ bà bướm beo hay còn gọi là cá tỳ bà sao (Sewellia elongata) được nuôi nhiều để làm cảnh. Thân chúng thon dài hơn các loại tỳ bà bướm khác, cũng như hoa văn khác biệt hoàn toàn, trên thân có những đốm như da beo và trên các vây lưng, vây ngực có những đốm hoa văn như sao lấp lánh (trân châu). Cá tỳ bà bướm beo sống ở khu nước nông, với dòng nước chảy mạnh, những con thác có nước chảy mạnh, và cá tỳ bà bướm beo vẫn bám chặt lên các hòn đá đó.Hoặc chúng lẫn trốn trong các khe đá.... Những thực vật xung quanh thường phát triển tốt nhờ ánh sáng mặt trời, để làm thức ăn cho cá tỳ bà bướm. Nguồn thức ăn tự nhiên, hầu hết là tảo và cá vi sinh vật... Và cá thực phẩm sản xuất có chứa thành phần rau và tảo. Cá mái có thân hình to và bầu bĩnh hơn cá trống.
Cá tỳ bà bướm đốm (Sewellia speciosa) ống ở tầng đáy, cá thích hợp trong bể có nền đáy sỏi và bố trí nhiều đá cuội nhẵn bóng để cá bám vào. Bể cần có nhiều ánh sáng, dòng chảy và sục khí mạnh mô phỏng môi trường tự nhiên cá sống trên các tảng đá nơi nước chảy xiết. Cá ăn rêu và tảo bám trên đá, cần chiếu sáng mạnh để tảo đáy phát triển, hay bố trí hồ lộ thiên gây nuôi tảo bám trên đá để chuyển cho cá ăn. Cá cũng ăn thức ăn viên dạng chìm, trùng chỉ
Cá tỳ bà bướm hổ (Sewellia lineolata) có nét hoa văn đẹp, tuy nhiên khá là khó nuôi, chúng đòi hỏi nhu cầu oxy cao. Cá thích hợp trong bể có nền đáy sỏi và bố trí nhiều đá cuội nhẵn bóng để cá bám vào. Bể cần có nhiều ánh sáng, dòng chảy và sục khí mạnh mô phỏng môi trường tự nhiên cá sống trên các tảng đá nơi nước chảy xiết.